# Sant Andreu de Bellveí
Sant Andreu de Bellveí és l'antiga església sufragània del veïnat de masies disperses de Sant Andreu de Calders, del terme municipal de Calders (Moianès) inclosa en l'Inventari del Patrimoni Arquitectònic de Catalunya.
Del conjunt antic de masies que formaven aquesta unitat parroquial, actualment només queden dempeus el Molí del Castell, Malniu, Comelles, la Casa Gran de Bellveí, Bellveí, que fou transformada en una petita colònia industrial i la masia de Sant Andreu, al costat de ponent de l'antiga església de Sant Andreu.

## Arquitectura
Antiga església parroquial, situada prop el riu Calders, a la qual sols resten les parets laterals del seu primitiu estil romànic, conservant-se, sobretot, la del sector nord i els absis central i laterals que es troben a l'est, mancant-li tota la coberta. L'interior és ple de runa; s'insinua l'escala de pujar al cor. La forma dels absis és trapezoïdal. Als absis és on es troben els carreus millor treballats i escairats. La resta és pedra amb argamassa.
La façana de ponent, que és on hi havia la porta d'entrada, és inexistent. Considerada com a romànica, són pocs els elements que permeten catalogar-la com a tal, donat el seu estat ruïnós.

## Història
La primera notícia que es troba és la del testament de Guillem de Ramon de Calders, del 1107, que al deixar els seus béns, reparteix la meitat dels mateixos entre Sant Pere de Vic, Sant Benet de Bages i Sant Andreu de Calders. Des del segle xv fou sufragània de l'església parroquial de Calders i ho va ser fins a l'any 1875, encara que no es deixà de celebrar-hi la missa. Segons Visites Pastorals se sap que hi havia l'altar de Sant Isidre i el de Santa Maria Sassala, a més de l'altar Major.
Al costat, i al cantó nord, hi tenia el cementiri. Al cantó de ponent, a pocs metres de l'església, s'hi va construir una casa i molí, avui també enrunats.